# ميادة أشرف
ميادة أشرف وُلدت عام 1992 وتُوفيت أو بالأحرى قُتلت يوم 28 مارس 2014، كانت صحفية مصرية تعمل لصالح جريدة الدستور في القاهرة بمصر. قُتلت بالرصاص حينما كانت تُغطي الاحتجاجات ضد حكومة الرئيس عبد الفتاح السيسي من قبل أنصار الرئيس المخلوع محمد مرسي والإخوان المسلمين في مصر في حي عين شمس شرق القاهرة. تم استهداف الصحفية أشرف برصاصة استقرت في رأسها وأردتها قتيلة. تم تشييع جنازتها يوم 29 مارس من عام 2014 في قرية المنوطية مسقط رأسها.
عُرفت هذه القضية في مصر باعتبارها واحدة من «حوادث حي عين الشمس» بعد الاضطرابات ما بعد الانقلاب وقد تركزت هذه الاضطرابات في تلك المنطقة بسبب ضمها لجامعة عين شمس المليئة بمؤيدي الرئيس السابق مرسي.

## الحياة الشخصية
وُلدت ميادة في مصر من والدتها المدعوة عزة أشرف ووالدها أشرف أشرف. تخرجت مع شهادة بكالوريوس في الاتصال الجماهيري في جامعة القاهرة وذلك قبل سنة من وفاتها. عُقدت جنازتها يوم 29 مارس 2014 في منوف بمحافظة المنوفية.

## المسيرة المهنية
عملت أشرف كان كمراسلة لصالح جريدة الدستور كما عملت في موقع مصر العربية على الإنترنت. جدير بالذكر هنا أن أشرف هي المؤسس المشارك جنبا إلى جنب مع عصام النبوي للطبعة الإلكترونية من صحيفة الدستور الورقية. قبل أشهر من وفاتها كتبت ميادة: «مرسي لا يستحق الموت من أجله، أمّا السيسي فلا يحق التخلي عن إنسانيتنا من أجله.»

## القتل
قُتلت ميادة أشرف يوم الجمعة الموافق لـ 28 مارس 2014 أثناء تغطيتها للاشتباكات بين جماعة الإخوان المسلمين وأنصار وداعمي الانقلاب على الشرعية في واحدة من العديد من الاحتجاجات التي حصلت في منطقة عين شمس.
بدأت الاشتباكات بعد عزل الرئيس مرسي وتواصلت لمدة حيث حاول أنصار مرسي بما في ذلك جماعة الإخوان المطالبة باستقالة الرئيس المصري عبد الفتاح السيسي. خلال تلك الاحتجاجات أُصيبت ميادة برصاصة في الرأس من قناص مجهول أو ربما رصاصة طائشة. بعد هذه الواقعة؛ اتهم أنصار مرسي عناصر من الشرطة والجيش بقتل الصحافية المُحجبة في حين رفض مؤيدي السيسي هذه الفرضية وأكدوا على أن الإخوان هم المسؤولين عن عملية القتل هذه. صدر تقرير عن جريدة الدستور -التي كانت تعمل ميادة لصالحها- وأكد على أن الطلقات قد أُطلقت من قبل أنصار مرسي.

### المحاكمة
اعتُقل نحو 100 شخص خلال تلك الاحتجاجات، فحكم القاضي بتوقيف 48 منهم 13 يُشتبه في كونهم المسؤولين عن مقتل ميادة أشرف فضلا عن إصابات أخرى تعرض لها المنتمين لجماعة الإخوان المسلمين. صرّح المدعي العام في القضية في وقت لاحق وأكد على أن ثلاث أشخاص قد قُتلوا خلال تلك الاحتجاجات بما في ذلك ميادة أشرف، القبطية المسيحية ماري سامح جورج ثم الشاب المراهق شريف عبد الرؤوف.

## السياق
اندلعت مظاهرات عدة من أجل مطالبة السيسي بالتنحي عن السلطة وذلك بعد انقلابه على الرئيس محمد مرسي والإطاحة به بطريقة غير شرعية. اندلعت الاشتباكات بين أنصار مرسي والحكومة بعد أن تولى السيسي السلطة وأعلن على أن جماعة الإخوان المسلمين هي منظمة إرهابية.

## التأثير
تُعد ميادة أشرف خامس صحفي يُقتل خلال الاشتباكات في القاهرة وحدها منذ 30 يونيو، كما تُعد واحدة من بين 66 صحفيا قتلوا في أنحاء العالم في العام 2016. أدى مقتل ميادة أشرف إلى استمرار الكفاح من أجل سلامة الصحفيين في مصر حيث مارست الكثير من المنظمات الدولية ضغطا كبيرا من أجل توفير المزيد من المعدات والسترات الواقية من الرصاص.

## ردود الفعل
استنكرت إيرينا بوكوفا المديرة العامة لليونسكو عملية القتل هذه حيث قالت: «أستنكر مقتل ميادة أشرف، لقد قتلت أثناء تأدية مهنتها!» فيما قال المدير العام: «أنا أُعوّل على الحكومة أن تفعل كل ما هو ممكن من أجل تسليط الضوء على هذه الجريمة وتقديم المجرمين إلى العدالة ... يجب على الصحفيين أن يكونون قادرين على القيام بعملهم دون خوف على حياتهم. هذا هو مفتاح احترام الحق في حرية التعبير وهذا هو أحد ركائز المجتمع الديمقراطي.»
قدمت منظمة مراسلون بلا حدود تعازيها في بيان رسمي حيث قالت: «نقدم تعازينا الحارّة إلى أسرة أشرف وزملائها ونحث السلطات المختصة على إجراء تحقيق مستقل ونزيه لضمان عدم مرور هذه الجريمة دون عقاب.» أمّا الاتحاد الدولي للصحفيين فقد قال: «هذه لسيت بلعبة تصفية حسابات سياسية ... الأمر يتعلق بضمان حرية الصحافة والتأكد من أن مرتكبي هذه الجريمة الوحشية سينالون عقابهم.»